# Maojing, Guizhou
Maojing (kinesiska: 茂井, 茂井镇) är en köping i Kina. Den ligger i provinsen Guizhou, i den sydvästra delen av landet, omkring 150 kilometer söder om provinshuvudstaden Guiyang. Antalet invånare är 8925. Befolkningen består av 4 414 kvinnor och 4 511 män. Barn under 15 år utgör 27,0 %, vuxna 15-64 år 60 %, och äldre över 65 år 12,0 %.